# Светоч (Николаевская область)
Светоч (укр. Світоч) — село в Первомайском районе Николаевской области Украины.
Население по переписи 2001 года составляло 56 человек. Почтовый индекс — 55244. Телефонный код — 5161.

## Местный совет
55244, Николаевская обл., Первомайский р-н, с. Тарасовка

## Известные жители и уроженцы
- Критина, Александра Дмитриевна (1912—1991) — Герой Социалистического Труда.